# Gobierno de Gorton
El gobierno de Gorton fue el gobierno ejecutivo federal de Australia dirigido por el primer ministro John Gorton. Estaba formado por miembros de una coalición del Partido Liberal en el Parlamento australiano desde enero de 1968 hasta marzo de 1971.

## Fondo
La coalición Partido Liberal de Australia - Partido Nacional de Australia, encabezada por el primer ministro Harold Holt, ganó las elecciones de noviembre de 1966 contra la oposición del Partido Laborista Australiano encabezada por Arthur Calwell. La Coalición obtuvo una mayoría sustancial – los liberales obtuvieron 61 escaños y el Partido del Campo 21 – con el Partido Laborista ganando 41 y 1 Independiente en la Cámara de Representantes de Australia (lo que representa la mayor mayoría parlamentaria en 65 años).  La Coalición había gobernado desde 1949, y el Partido Liberal había reemplazado al saliente Robert Menzies por Holt en enero de 1966. 
Tras las elecciones de 1966, Gough Whitlam reemplazó a Arthur Calwell como líder de la oposición. El 17 de diciembre de 1967, Holt desapareció en medio del fuerte oleaje mientras nadaba en la playa de Cheviot, cerca de Melbourne, convirtiéndose en el tercer primer ministro australiano en morir en el cargo.  El líder del Country Party, John McEwen, sirvió como primer ministro del 19 de diciembre de 1967 al 10 de enero de 1968, en espera de la elección de un nuevo líder del Partido Liberal de Australia.  McEwen descartó mantener la Coalición si el líder liberal adjunto William McMahon se convertía en primer ministro. John McEwen, líder del Country Party, había prestado juramento como primer ministro interino hasta que se eligiera un nuevo líder liberal. McEwen había descartado una mayor participación en la Coalición si William McMahon, el líder liberal adjunto, se convertía en primer ministro. El ministro de Asuntos Exteriores, Paul Hasluck, la ministra de Trabajo y Servicio Nacional, Leslie Bury, y el ministro de Inmigración, Billy Snedden, también fueron nominados para las elecciones a la dirección. Gorton ganó las elecciones de liderazgo con una pequeña mayoría y renunció al Senado para presentarse a las elecciones a Higgins, el escaño de la Cámara de Representantes que anteriormente ocupaba Harold Holt, que logró el 24 de febrero de 1968. 

### John Gorton

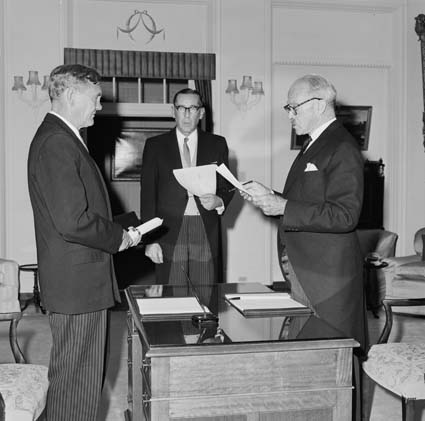
Gorton prestó juramento como primer ministro el 10 de enero de 1968.

John Gorton había estudiado Política, Historia y Economía en la Universidad de Oxford y sirvió como piloto en la Real Fuerza Aérea Australiana durante la Segunda Guerra Mundial. Su avión se estrelló durante la defensa de Singapur y Gorton resultó gravemente herido. Su rostro quedó marcado para siempre, pero Gorton logró escapar, pero su barco fue torpedeado en Batavia, donde, aferrándose a una balsa improvisada, escapó de nuevo de la muerte y pudo regresar a Australia para recibir tratamiento médico y servir en el ejército. defensa aérea del norte de Australia y Nueva Guinea.
Gorton obtuvo un escaño como senador liberal en las elecciones de 1949 y Robert Menzies lo promovió para convertirse en ministro de la Marina 9 años más tarde y luego ocupó varias carteras en los gobiernos de Menzies y Holt. En 1967, el primer ministro Harold Holt nombró a Gorton líder del gobierno en el Senado. Poco después, Holt se ahogó y Gorton decidió postularse para el cargo de primer ministro, aunque carecía de un escaño en la Cámara de Representantes. El patriarca liberal Robert Menzies favoreció a Paul Hasluck. El futuro primer ministro Malcolm Fraser respaldó firmemente a Gorton. La elección del liderazgo fue fervientemente impugnada.  En sus memorias de 2010, Lazarus Rising, el primer ministro liberal John Howard escribió que Gorton fue la primera persona en ganar el liderazgo de un partido australiano "gracias a la fuerza de sus apariciones en televisión". En el período previo a la votación del liderazgo, Gorton era poco conocido, pero apareció en televisión, donde, escribió Howard, dio respuestas directas y su "manera relajada y lacónica, junto con su cara arrugada de héroe de guerra, realmente atrajo a los espectadores".  El comentarista político Alan Reid dijo: 
 

Gorton se propuso deliberadamente dar la impresión de un australiano bastante común y corriente, con sentido del humor, inteligencia y capacidad para tomar decisiones.

## El estilo de liderazgo de Gorton

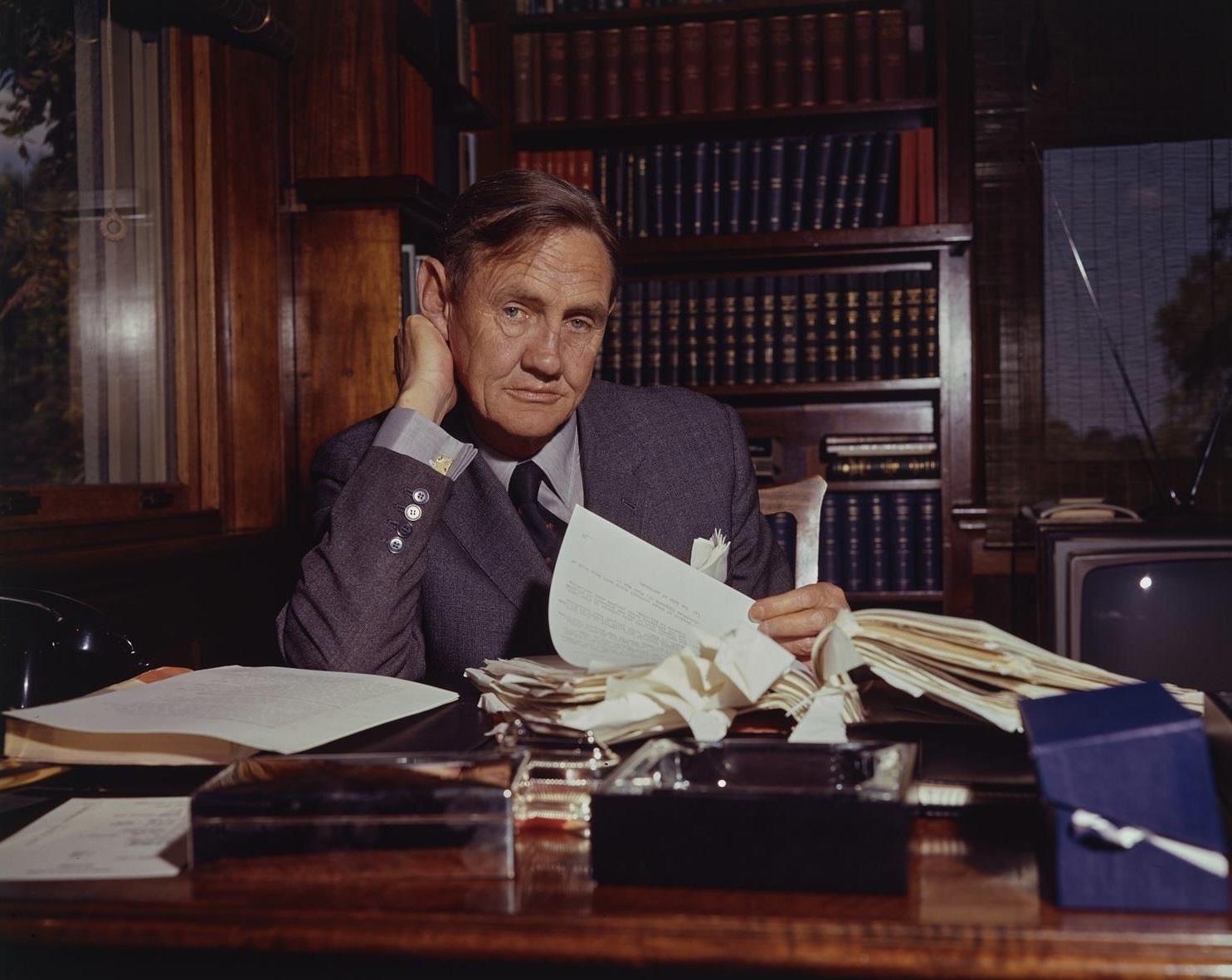
Gorton en 1968.

Gorton, un expiloto de la RAAF de la Segunda Guerra Mundial, con el rostro lleno de cicatrices de batalla, dijo que era "australiano hasta los pies" y que tenía un estilo personal que a menudo ofendía a algunos conservadores. Gorton dijo a los medios de comunicación que consideraba que el papel del primer ministro no era el de presidente de un comité, que debería someterse a la mayoría de los votos del Gabinete, sino más bien que un primer ministro debería exponer su posición al Gabinete como lo que se debe hacer, y "si cree firmemente que debe hacerse, entonces debe hacerse". En consecuencia, visitó al presidente Johnson de los Estados Unidos en 1968 sin recibir ningún asesor de Asuntos Exteriores e interfirió fuertemente en la preparación de los presupuestos del tesorero William McMahon. Según el historiador político Brian Carroll: 
 

El estilo [de Gorton] era más presidencial que primer ministerial. No estaba particularmente convencido de una inversión extranjera ilimitada. Sus ideas sobre defensa eran las de la "Fortaleza Australia". Y parecía más centralista que federalista.

## Política doméstica

### Política social

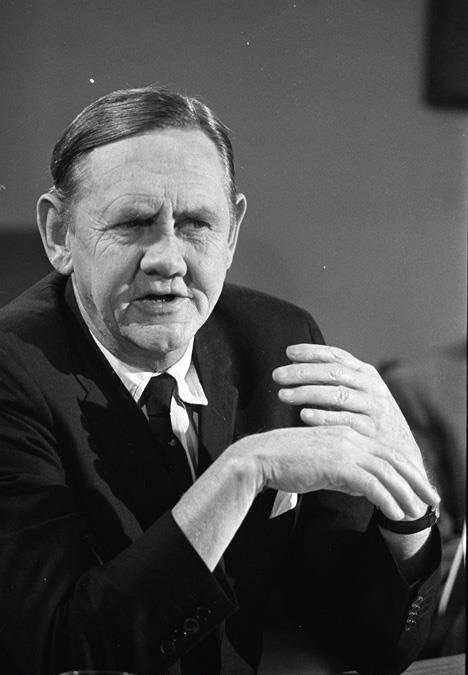
Gorton en 1970.

El gobierno de Gorton aumentó la financiación para las artes, creando el Consejo Australiano para las Artes, la Corporación Australiana de Desarrollo Cinematográfico y la Escuela Nacional de Formación en Cine y Televisión. Aprobó una legislación que establecía la igualdad salarial para hombres y mujeres y aumentaba las pensiones, asignaciones y becas educativas, además de brindar atención médica gratuita a 250.000 de los pobres del país (pero no atención médica universal). 
El gobierno también aprobó la Ley de Derecho de Autor de 1968, la primera legislación nacional sobre derechos de autor de origen australiano; anteriormente Australia se había limitado a utilizar la Ley británica de derechos de autor de 1911. La nueva ley, que entró en vigor el 1 de mayo de 1969, "revisó completamente la ley de derechos de autor e introdujo nuevas disposiciones" y sigue en vigor, aunque se han introducido algunas modificaciones. El proyecto de ley fue presentado por primera vez por el gobierno de Holt en 1967, basándose en el informe del Comité Spicer de 1959. 
La Ley de Conversión Métrica de Australia de 1970 creó la Junta de Conversión Métrica para facilitar la conversión al sistema métrico. Con algunas excepciones, la medición se completó a finales de 1974. 

### Energía
Gorton había sido un defensor de la energía nuclear desde la década de 1950. En su discurso político en las elecciones de 1969, prometió "llevar a Australia a la era atómica".  Más tarde ese año, obtuvo la aprobación del gabinete para la construcción de un reactor nuclear en el territorio de Jervis Bay, que habría sido la primera central nuclear de Australia (aunque no el primer reactor nuclear). Se publicaron licitaciones para la construcción de la planta y se iniciaron algunas obras, pero el proyecto fue cancelado en junio de 1971 después de que McMahon se convirtiera en primer ministro.  Un documental de 2002, Fortress Australia, afirmó que el verdadero motivo para la creación de la planta era permitir a Australia construir sus propias armas nucleares. 

### Centralismo

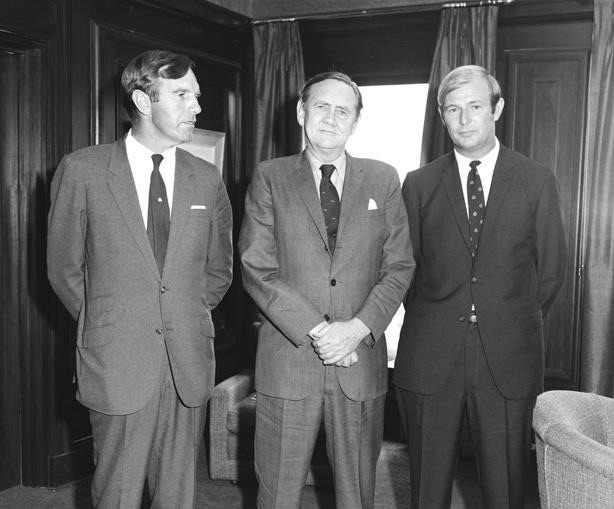
Gorton con Ian Sinclair y Doug Anthony el 2 de febrero de 1971.

Gorton se había ganado una reputación de centralista durante su etapa como ministro de Educación activo, una responsabilidad que antes se consideraba reservada a los gobiernos estatales. Como primer ministro, fue su decisión de buscar el control de los recursos minerales marinos para la Commonwealth lo que cimentó esta reputación.

### Otro
En diciembre de 1970, Gorton anunció que la anterior regla de acceso público de 50 años para documentos clasificados del gabinete se reduciría a 30 años. 

## Política exterior

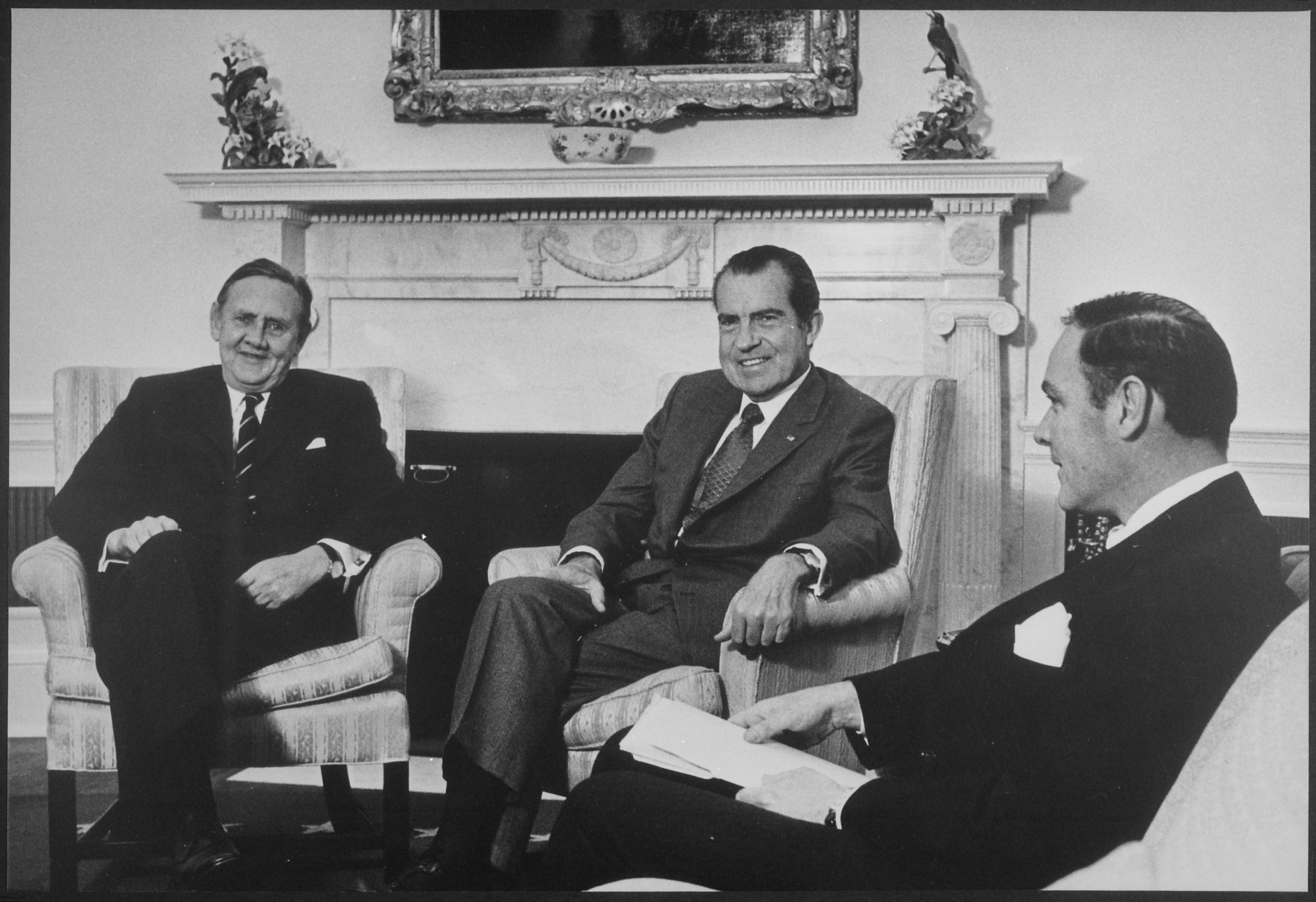
El presidente Richard Nixon de los Estados Unidos, reunido con Gorton el 26 de abril de 1971.

Gorton mantuvo buenas relaciones con Estados Unidos y Gran Bretaña, pero buscó vínculos más estrechos con Asia. El gobierno de Gorton mantuvo a Australia en la guerra de Vietnam pero dejó de reemplazar tropas a finales de 1970. 

### Defensa
Gorton inicialmente consideró apoyar una política de defensa de "Fortaleza Australia" que implicaría desarrollar la capacidad industrial y militar independiente de Australia. El gobierno de Gorton se opuso a la ampliación del compromiso de Australia con la guerra de Vietnam. También enfrentó la retirada de las fuerzas británicas de Malasia y Singapur y, después de una extensa consideración del desarrollo, se comprometió a retener fuerzas en Malasia, pero enfatizó que no podían usarse para mantener la ley y el orden civil. 
Gorton nombró a su partidario, Malcolm Fraser, ministro de Defensa, pero la relación entre ambos se deterioró y Fraser dimitió en 1971, precipitando una crisis de liderazgo.

## Elecciones de 1969 y tensiones de liderazgo

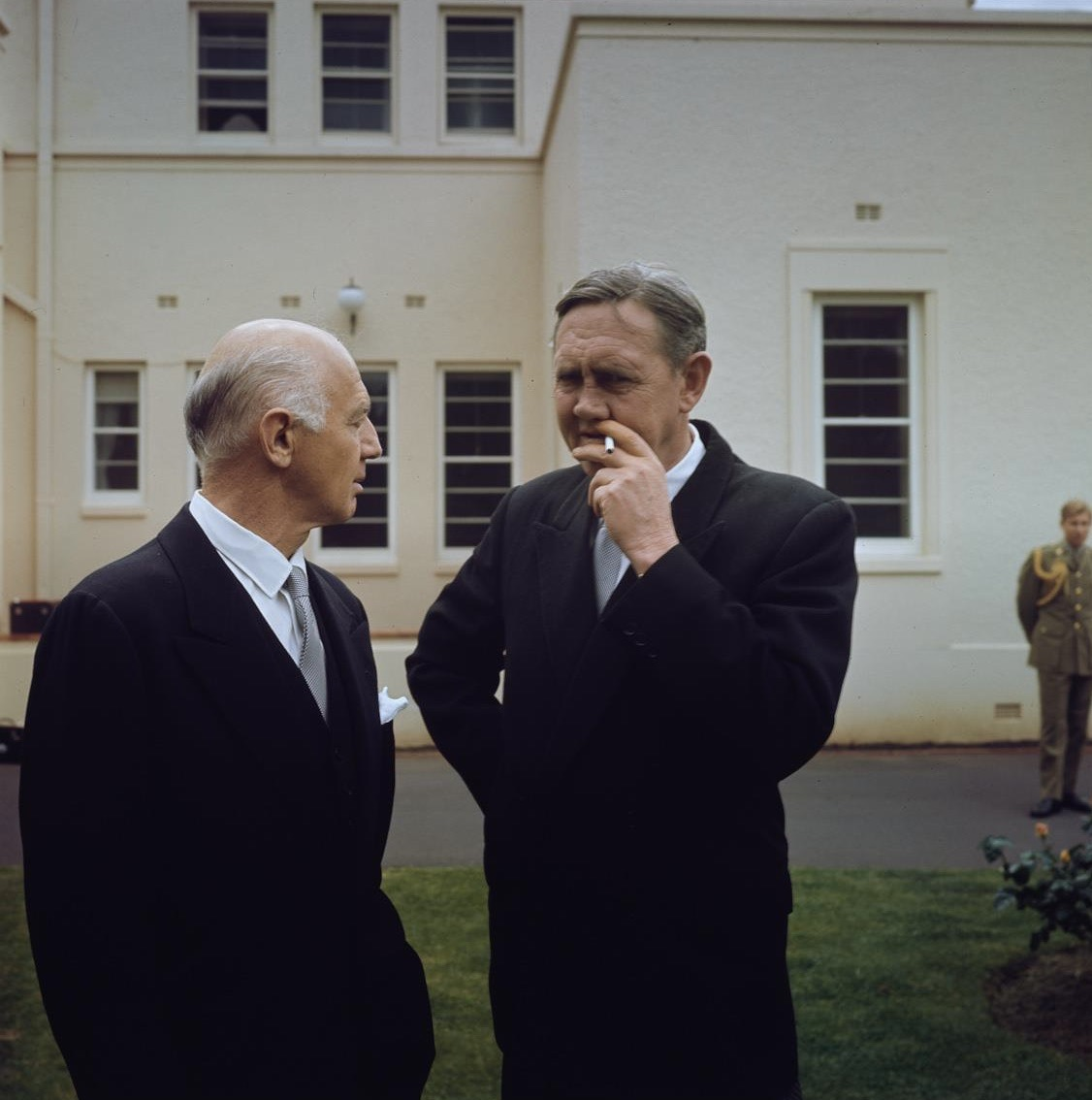
Gorton con William McMahon poco después del fallido desafío de liderazgo en 1969.

El gobierno de Gorton experimentó una disminución del apoyo de los votantes en las elecciones de 1969. Los líderes liberales estatales vieron sus políticas como demasiado centralistas, mientras que a otros liberales no les gustó su comportamiento personal. Antes de las elecciones de 1969, Gorton había conservado en gran medida el ministerio Holt-McEwen que heredó. Después de las elecciones de 1969, Malcolm Fraser reemplazó al retirado Allen Fairhall como ministro de Defensa, Don Chipp, el senador Bob Cotton, el senador Tom Drake-Brockman (Country Party), Mac Holten (Country Party), Tom Hughes, James Killen y Andrew Peacock fueron promovido al ministerio.
En sus memorias de 2010, John Howard escribió sobre las elecciones de 1969 que Whitlam superó a Gorton durante la campaña electoral. En opinión de Howard, Gorton tenía una "personalidad atractiva, un estilo directo y era extremadamente inteligente", pero fue su "falta de disciplina general sobre cosas como la puntualidad lo que le hizo daño". Después de las elecciones, Gorton enfrentó desafíos de liderazgo por parte de David Fairbairn, un ministro de alto rango de Nueva Gales del Sur y del líder adjunto Bill McMahon. Sobre el período, Howard escribió: "Para entonces, John McEwen había retirado su veto a McMahon, una señal segura de que el Country Party se había incómodo con el estilo de gobierno de Gorton. 

## Dimisión de Gorton

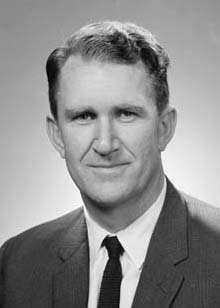
El ministro de Defensa, Malcolm Fraser, dimitió en marzo de 1971, lo que precipitó una crisis de liderazgo.

Las tensiones dentro del gobierno llegaron a un punto en el que David Fairbairn, ministro de Desarrollo Nacional, anunció su negativa a formar parte del Gabinete Gorton. Fairbairn y el tesorero William McMahon, desafiaron sin éxito a Gorton por el liderazgo del Partido Liberal. McMahon fue destituido del Tesoro a Asuntos Exteriores y Leslie Bury fue nombrada Tesorera. 
El gobierno tuvo un mal desempeño en las elecciones para la mitad del Senado de 1970, lo que aumentó las presiones sobre el liderazgo de Gorton. El ministro de Defensa, Malcolm Fraser, desarrolló una relación incómoda con Gorton y, a principios de 1971, Fraser acusó a Gorton de serle desleal en un conflicto con oficiales del ejército por el progreso en Vietnam del Sur.  Fraser estaba involucrado en una lucha por la autoridad con los jefes de servicio, cuando en 1971, el periodista Alan Ramsay publicó un artículo citando al jefe de Defensa, Sir Thomas Daly, por haber descrito a Fraser como extremadamente desleal al ejército y a su ministro junior, Andrew Peacock. Ramsay había consultado con Gorton antes de publicar el artículo, pero Gorton no había repudiado su contenido. Fraser aprovechó el informe, dimitió y acusó a Gorton de una deslealtad intolerable.  El 9 de marzo, Fraser dijo al Parlamento que Gorton "no era apto para ocupar el gran cargo de primer ministro".  Fraser acusó a Gorton de obstinación y de una peligrosa reticencia a seguir el consejo del Gabinete o del Servicio Público. 
John Howard escribió sobre la relación Gorton-Fraser que Fraser había sido uno de los partidarios clave de Gorton en 1968, cuando Gorton aseguró el liderazgo después de la muerte de Holt, pero "fue Fraser quien abandonó el gobierno, seguido de un mordaz discurso de renuncia, lo que desencadenó los acontecimientos que produjeron la destitución de Gorton". 
El 10 de marzo, la sala del Partido Liberal pasó a debatir y votar una moción de confianza a Gorton como líder del partido, lo que resultó en un empate 33-33. Bajo las reglas liberales de la época, esto significó que Gorton retuviera el liderazgo. Sin embargo, Gorton declaró que un empate en la votación no era un verdadero voto de confianza y renunció al liderazgo. El extesorero, William McMahon, reemplazó a Gorton como primer ministro. 
Gorton fue elegido líder adjunto y nombrado ministro de Defensa por el primer ministro William McMahon. Sin embargo, poco después, Gorton escribió una serie de artículos para el Sunday Australian titulado "Lo hice a mi manera", lo que permitió a McMahon solicitar y recibir la renuncia de Gorton al gabinete y como líder adjunto. Gorton se convirtió en un crítico interno del partido.
John Howard escribió en 2010 que "la animosidad personal que surgió de la forma en que Gorton fue destituido como primer ministro fue la más intensa que jamás haya visto en política. Gorton nunca perdonó a Fraser por lo que percibió como traición. En marzo de 1975, cuando Malcolm Fraser fue Elegido líder del Partido Liberal, Gorton, que había votado por Snedden, inmediatamente se anunció el resultado de la votación, salió de la sala del partido, cerró la puerta detrás de él y nunca más regresó a la sala". Gorton participó en las elecciones de 1975 como candidato independiente al Senado. 
El cargo de primer ministro de McMahon terminó cuando Gough Whitlam lideró al Partido Laborista australiano fuera de su período de 23 años en la oposición en las elecciones de 1972.